# 埃斯皮納爾區

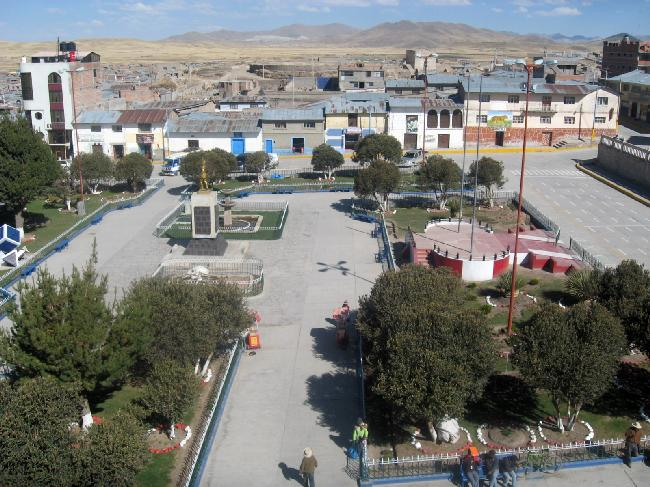

埃斯皮納爾區（西班牙語：Distrito de Yauri），是秘魯的一個區，位於該國南部庫斯科大區的埃斯皮納爾省，面積747.78平方公里，海拔高度3,915米，2005年人口32,471，人口密度每平方公里43人。